# Michel Palmié
Pas d'image ? Cliquez ici

a Compétitions nationales et continentales officielles uniquement.

b Matchs officiels uniquement.
Dernière mise à jour le 27 juin 2009.
Michel Palmié (dit La Palme ou Ramsès ou encore La Momie à cause de ses fréquentes « bandelettes »), né le 1er décembre 1951, est un joueur de rugby français, de 1,97 m pour 118 kg, évoluant au poste de deuxième ligne.

## Biographie
Membre du grand Béziers qui domine le rugby hexagonal dans les années 1970-1980, avec des joueurs comme le demi de mêlée Richard Astre ou les avants Olivier Saïsset, Alain Estève, Armand Vaquerin, Alain Paco, il fait également partie du Quinze de France qui réussit l'exploit de remporter le Grand Chelem lors du Tournoi des Cinq Nations 1977 avec les quinze mêmes joueurs qui disputent l'ensemble des matchs du tournoi, fait unique dans l'histoire de ce dernier.
A l'automne 1978, il est suspendu six mois à la suite d'un « coup de fourchette » donné à un adversaire lors d'un match amical avec la sélection nationale. Il est condamné la même année par la justice française pour une brutalité ayant fait perdre une partie de la vue au talonneur du Racing club de France Armand Clerc  et ne jouera plus en équipe de France après cela.
Le 1er mai 1980, il participe au premier match des Barbarians français contre l'Écosse à Agen. Les Baa-Baas l'emportent 26 à 22. Quatre ans après, le 1er septembre 1984, il joue de nouveau avec les Barbarians français contre les Harlequins au stade de Twickenham. Les Baa-Baas l'emportent 42 à 20. Le 1er novembre 1984, il est le capitaine des Barbarians français contre une équipe du bataillon de Joinville à Grenoble. Les Baa-Baas l'emportent 44 à 22.
Des vainqueurs français d'un Grand Chelem, il est le plus titré en championnats (8), devant Hugues Miorin (7), Alain Paco (6), et Christian Califano (6). 
Il fait partie, selon un article du quotidien britannique The Times publié en 2006, des dix joueurs français de rugby « les plus effrayants »,.
Il est, jusqu'au 3 décembre 2016, membre du comité directeur de la Fédération française de rugby à XV.
De 2005 à 2016, il représente la FFR au sein du comité directeur de la Ligue nationale de rugby.
Après avoir évolué dans le monde de l'assurance, il est l'actuel directeur sportif de l'ASB, et l'un des deux directeurs français de l'European Rugby Cup (ERC), l'autre étant Jean-Pierre Lux également Président. D'avril 2014 à décembre 2016, il est le représentant de la FFR au sein du comité directeur de l'European Professional Club Rugby.

## Palmarès

### En club
- Champion de France en 1971 (ne joue pas la finale), 1972 (ne joue pas la finale), 1974, 1975, 1977, 1978, 1980, 1981, 1983 et 1984
- Finaliste du Championnat de France en 1976
- Challenge Yves du Manoir en 1972 (ne joue pas la finale), 1975 et 1977
- Finaliste du challenge en 1973 (ne joue pas la finale), 1978, 1980 et 1981
- Bouclier d'Automne en  1970, 1971( ne joue pas ces deux finales), 1974, 1976, 1977, 1980, et 1983
- Finaliste Bouclier d'Automne 1972(ne joue pas la finale), 1975,1981 et 1984(ne joue pas la finale)
- Challenge Jules Cadenat en 1975, 1977 et 1978

### En équipe nationale
- Grand Chelem en 1977
- Tournées en Afrique du Sud en 1975, États-Unis en 1976 et Argentine en 1977

## Statistiques en équipe nationale
- 23 sélections en équipe de France A, de 1975 à 1978